# 1988年カルガリーオリンピックの中国選手団
1988年カルガリーオリンピックの中国選手団（1988ねんカルガリーオリンピックのちゅうごくせんしゅだん）は、1988年2月13日から2月28日までカナダのカルガリーで開催された1988年カルガリーオリンピックの中国選手団、およびその競技結果。

## スケート

### フィギュアスケート
- 張樹斌
  - 男子シングル：20位
- 劉陸陽・趙小雷
  - アイスダンス：19位